# بطولة أوروبا لكرة الماء للسيدات 1999
بطولة أوروبا لكرة الماء للسيدات 1999 كان الموسم الثامن من بطولة أوروبا لكرة الماء للسيدات، وجرت المنافسات في براتو إيطاليا، ونظمت من قبل الاتحاد الأوروبي للسباحة.

## النتائج
| م       | المنتخب |
| ------- | ------- |
| ذهبية   | إيطاليا |
| فضية    | هولندا  |
| برونزية | روسيا   |
| الرابع  | المجر   |
| الخامس  | اليونان |
| السادس  | إسبانيا |
| السابع  | ألمانيا |
| الثامن  | فرنسا   |
| التاسع  |         |
| العاشر  |         |